# Кастел Сан Ђорђо
Кастел Сан Ђорђо је насеље у Италији у округу Салерно, региону Кампанија.
Према процени из 2011. у насељу је живело 7038 становника. Насеље се налази на надморској висини од 94 м.

## Становништво
| 1951. | 1961. | 1971. | 1981.  | 1991.  | 2001.  | 2011.  |
| ----- | ----- | ----- | ------ | ------ | ------ | ------ |
| 8.067 | 8.658 | 9.004 | 11.010 | 11.347 | 12.879 | 13.411 |